# 布洛涅 (佛羅里達州)
布洛涅（英語：Boulogne）是位於美國佛羅里達州拿騷縣的一個非建制地區。該地的面積和人口皆未知。

## 地理
布洛涅的座標為30°46′17″N 81°58′34″W / 30.77139°N 81.97611°W，而該地的平均海拔高度為17米（即56英尺）。